# Franco Colombo
Franco Colombo (Napoli, 9 marzo 1931 – Roma, 19 settembre 2002) è stato un giornalista e dirigente pubblico italiano.
È stato il secondo direttore del TG1 dal 1980 al 1981, già prima firma della Gazzetta del popolo, dal 1982 nuovamente corrispondente della RAI a Parigi, membro del comitato di redazione del mensile Prospettive nel mondo, dal 1987 amministratore delegato della Rav (Raccordo autostradale Valle d'Aosta SpA) società del gruppo Iri-Italstat, Cugino di Emilio Colombo.